# Рейхсюгендфюрер
Рейхсюгендфюрер НСДАП, Имперский руководитель молодёжи (нем. Reichsjugendführer der NSDAP) — высшая должность и звание в Гитлерюгенде.
Первым рейхсюгендфюрером стал в 1933 году Бальдур фон Ширах, занимавший с 17 июня 1932 года должность руководителя молодёжи Германского рейха (нем. Jugendführer des Deutschen Reiches), а вторым и последним (с 8 августа 1940 года) Артур Аксман, заместитель Шираха.
Изначально рейхсюгендфюрер не имел никаких знаков отличия. На фотографиях Бальдур фон Ширах был в коричневом кителе НСДАП с нарукавной повязкой Гитлерюгенда.

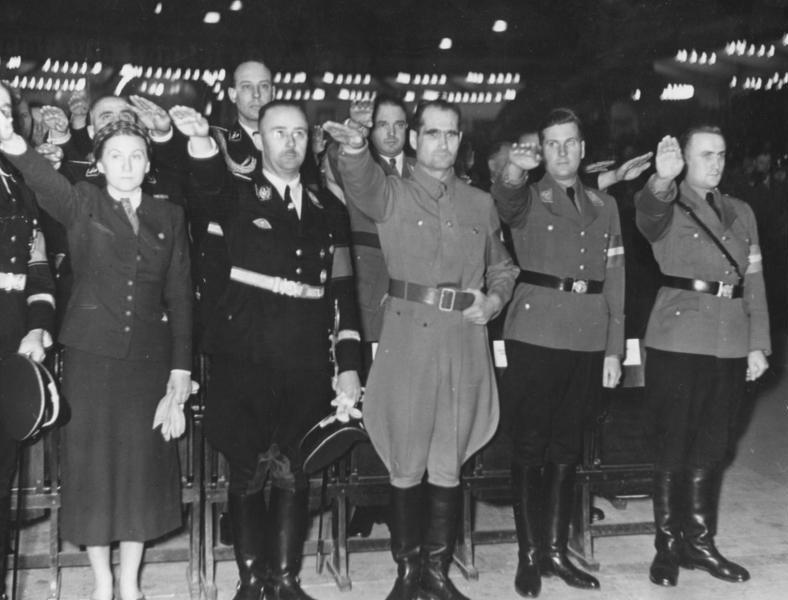
Второй справа — рейхсюгендфюрер фон Ширах, справа от него его заместитель и будущий преемник Аксман. Берлин, февраль 1939 года

В партийной иерархии НСДАП рейхсюгендфюрер имел звание рейхсляйтера.
Позже знаки различия стали аналогичными знакам различия рейхсфюрера СС, но вышитыми на чёрном фоне золотой, а не серебряной нитью.